# Hades

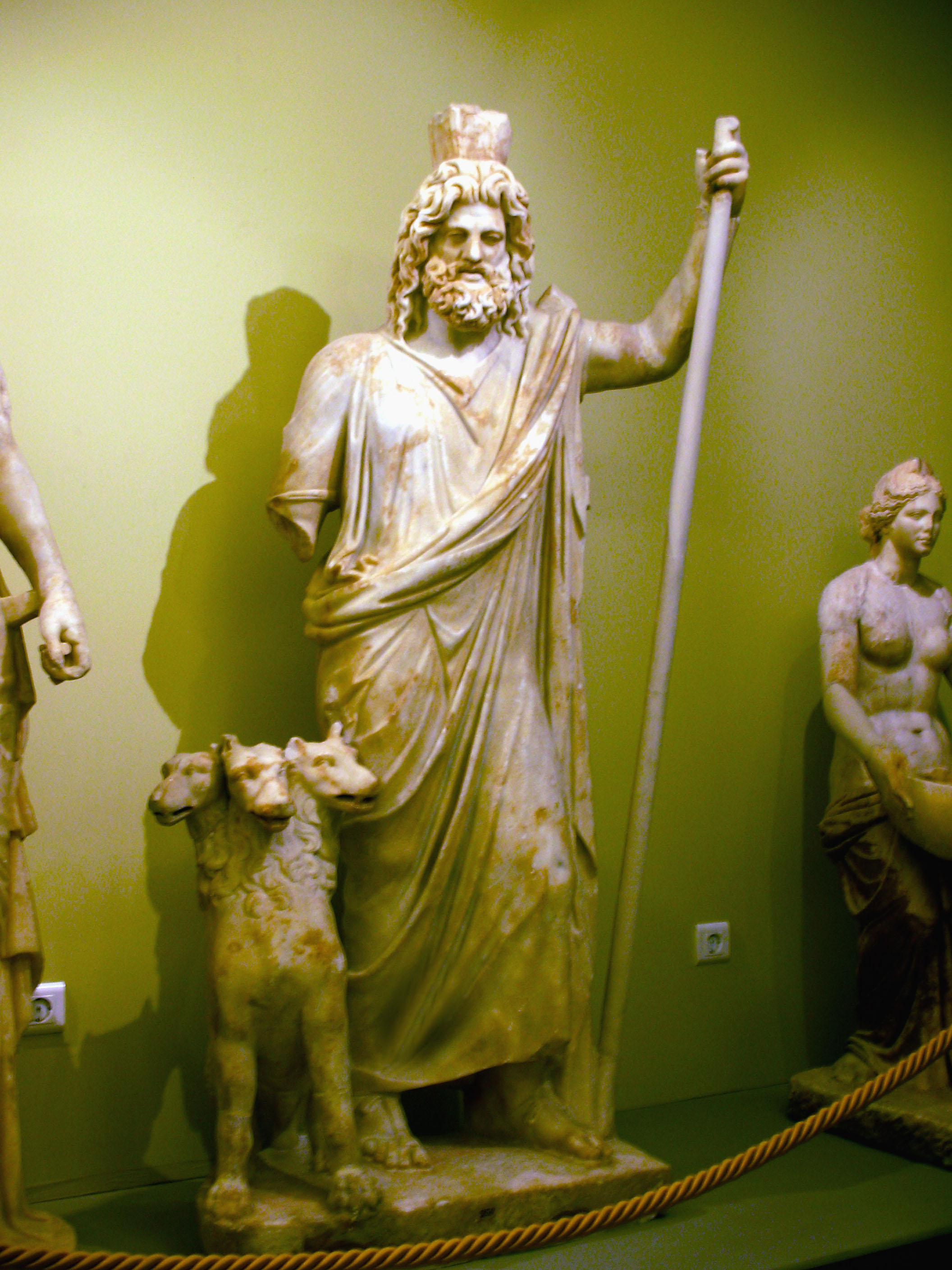
Hades med Kerberos.

Hades var i grekisk mytologi dödens gud och härskaren över underjorden, som även den kallas Hades.
Som underjordens härskare styrde Hades över de döda och över mineralrikedomarna. Hans kännetecken är ett ymnighetshorn och en osynlighetshätta. I romersk mytologi motsvarades Hades av Pluto och/eller Orcus.

## Beskrivning
Hades var son till Kronos och Rhea, storebror till Zeus och Poseidon, och var själv far till Macaria, den välsignade dödens gudinna. I den första världsordningen delade Kronos tre söner världen mellan sig: Zeus tog himmelen, Poseidon havet och Hades underjorden.
Hades var kall, sträng och utan nåd, men han ansågs inte vara helt ond. Hans mantel – i vissa berättelser förekommer en hjälm – gjorde sin bärare osynlig och användes bland annat av Hades brorson Perseus när han skulle döda gorgonen Medusa.
Hades var gift med Persefone som han rövade bort från hennes mor Demeter. När Hades förde Persefone till dödsriket bad hennes mor Demeter, som var skördens och fruktbarhetens gudinna, Zeus att hjälpa henne. Då han vägrade såg hon till att det förblev vinter på jorden så länge hennes dotter befann sig i Dödsriket. Zeus tvingades då förhandla med Hades om att låta Persefone återvända till jorden. Det fanns emellertid ett slags förbannelse som innebar att den som ätit någonting i dödsriket, oavsett hur litet, aldrig kunde bli helt fri från underjorden. Precis innan Persefone skulle lämnade dödsriket gav Hades henne därför ett granatäpple att äta. Konsekvensen blev att Persefone fick vistas på jordytan under två tredjedelar av året och i Hades under en tredjedel av året. När Persefone är hos sin man i underjorden låter hennes mor Demeter det vara sommartorka så att ingenting kan växa. När Persefone tillfälligt får lämna dödsriket låter Demeter höstregnen falla och grönskan återvända till jorden.

## Hades – underjorden
Underjorden är en mörk och dyster plats och vaktas av den trehövdade och ormsvansade hunden Kerberos, som kan släppa in själarna, men aldrig släpper ut någon. Erebos kallas av Homeros den mörka underjordiska rymd, i vilken de avlidnas själar befinner sig. Alla avlidna hamnar dock inte här, utan ett fåtal utvalda får komma till Elysions fält på de lycksaligas öar. Tartaros är den djupaste grottan i underjorden, liknande det kristna helvetet, och hit nedstörtas brottslingar och förbrytare och gudarnas fiender. 
Genom dödsriket rinner fem floder: Styx, Acheron, Phlegeton, Cocytus och Lethe. Över gränsfloden Styx, som är svart och avskräckande, färjas de döda i en gammal gisten båt av färjkarlen Karon. För färden måste man betala en obol. Därför var de gamla grekerna mycket noga med sina begravningsriter och de försäkrade sig alltid om att det fanns ett mynt under den dödes tunga för att betala Karon. Annars måste själen vandra planlöst på flodbanken. På andra sidan av Styx utbreder sig en melankolisk äng som är bevuxen med vita blommor av släktet Asphodelus. Här rör sig den oöverskådliga skaran av skuggor i ett evigt dis, ogenomträngligt för solen. Floden Acheron är också dyster och sorglig. Phlegeton, även kallad Pyriphlegeton, är en eldflod med flammande svavel. Cocytus är en ström av gråt och klagan, medan Lethe slutligen är den barmhärtiga glömskans flod vars vatten utplånar alla minnen av det förlorade jordelivet.
Till underjorden hör hämndgudinnorna, erinyerna, som därifrån stiger upp till de levandes värld för att slå sina offer med farsoter och lidande. I Tartaros plågas ett antal beklagansvärda figurer som är allmänt kända än i dag. Här finns bland andra Sisyfos som med svett och möda i evighet rullar en ofantlig sten uppför en backe, den lidande Tantalos och kung Danaos döttrar, danaiderna, som i evighet fyller ett såll med vatten.
Hades ansågs vara en plats där de levandes gärningar upprepades. Kungarna Minos, Rhadamanthus och Aiakos var de dödas domare. Achilles var fortfarande sina mäns ledare, Agamemnon gick omkring och surade och Herakles skugga bodde där, medan hjälten själv för evigt festade med gudarna.

## Hades i Bibeln
I grekiska och latinska översättningar av Bibeln används grekiska Hades och latinska Īnfer[n]us eller Īnfer[n]um som översättningar av dödsriket och underjorden, medan Tártaros och Tartarus används som översättning av helvetet.